# Cassady McClincy

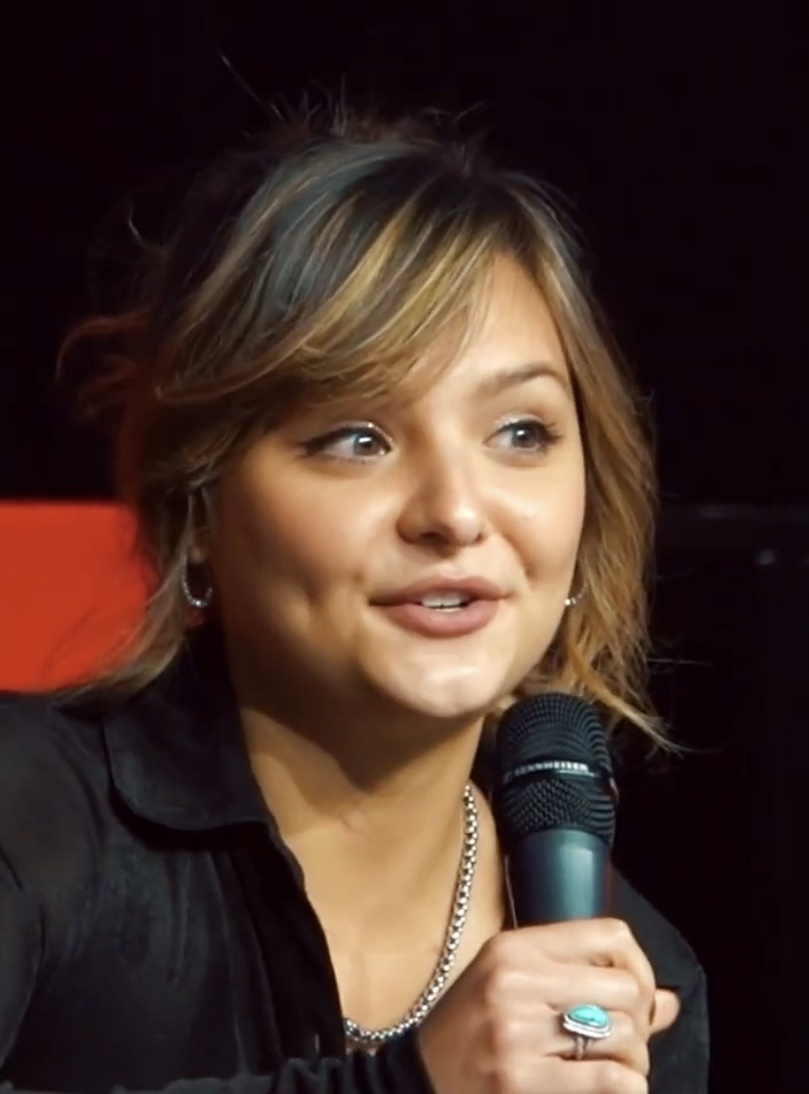
Cassady McClincy (2022)

Cassady McClincy (* 1. September 2000 in Los Angeles, Kalifornien) ist eine US-amerikanische Schauspielerin, die vor allem für ihre Rolle der „Lydia“ ab der 9. Staffel der Fernsehserie The Walking Dead bekannt wurde.

## Karriere
Cassady wurde am 1. September 2000 in Los Angeles, Kalifornien, als Tochter von Dayla McClincy und einem unbekannten Vater geboren. Sie hatte ihren ersten Kinoauftritt im Alter von zehn Jahren in dem Fernsehfilm  The Wizard of Agni im Jahr 2010. Im gleichen Jahr spielte sie ein Schulmädchen in einem Kurzfilm namens Five Smooth Stones. Später spielte sie eine kleine Rolle in der sechsten Staffel von Drop Dead Diva sowie eine weitere wiederkehrende Rolle der ersten Staffel von Constantine. 2017 spielte sie in der Netflix-Serie Ozark.
Im Jahr 2019 übernahm McClincy die Rolle der „Lydia“, der Tochter der Anführerin der „Flüsterer“ Alpha, in der 9. Staffel von The Walking Dead, die in der 10. Staffel einer der Hauptcharaktere wurde.

## Filmografie (Auswahl)
- 2010: The Wizard of Agni (Fernsehfilm)
- 2010: Five Smooth Stones (Kurzfilm)
- 2013: Sid Roth's It's Supernatural
- 2014: Drop Dead Diva (Fernsehserie-Episodenrolle)
- 2014: Let the Lion Roar (Dokumentarfilm)
- 2015: Constantine (Fernsehserie-Episodenrolle)
- 2015: Backtrack (Kurzfilm)
- 2016: Good Behavior (Fernsehserie)
- 2017: Ozark (Netflix-Serie-Episodenrolle)
- 2017: Daytime Divas (Fernsehserie-Episodenrolle)
- 2017: Lore (Fernsehserie-Episodenrolle)
- 2017: The Visitor (Kurzfilm)
- 2018: Castle Rock
- 2019–2022: The Walking Dead (Fernsehserie)

## Belege
1. ↑  Neelah Debnath: The Walking Dead: Who plays Lydia on The Walking Dead? Who is Cassady McClincy? (Memento des Originals vom 8. Februar 2019 im Internet Archive)  Info: Der Archivlink wurde automatisch eingesetzt und noch nicht geprüft. Bitte prüfe Original- und Archivlink gemäß Anleitung und entferne dann diesen Hinweis. Daily Express, 26. Oktober 2019; abgerufen am 29. Dezember 2019
2. ↑  Lesley Goldberg: 'Walking Dead' Casts Key Comic Book Character for Season 9 The Hollywood Reporter, 24. August 2018; abgerufen am 29. Dezember 2019
3. ↑  Ralf Döbele: „The Walking Dead“: Cassady McClincy übernimmt Gastrolle in Staffel 9. fernsehserien.de, 26. August 2018; abgerufen am 29. Dezember 2019
4. ↑  Stephannie Chase: The Walking Dead season 9 has cast Love, Simon star as a crucial comic book character. Digital Spy, 6. Juli 2018; abgerufen am 29. Dezember 2019
5. ↑  Dalton Ross: Lydia speaks! Cassady McClincy opens up about joining The Walking Dead. Entertainment Weekly, 10. Februar 2019; abgerufen am 29. Dezember 2019
6. ↑  Jess Lee: The Walking Dead season 10 promotes seven stars to series regulars. Digital Spy, 19. September 2019; abgerufen am 29. Dezember 2019